# 三位一体 (游戏)
《三位一体》，又名“魔幻三杰”，是由Frozenbyte制作的一款包含益智、动作元素的横向卷轴平台游戏，其特點是採用3D圖像，但同時又維持了傳統2D橫向卷軸平台遊戲的進行方式。三種角色可以在遊戲中自由切換，和暴雪早期的一款遊戲失落的維京人(the Lost Vikings)非常類似。 

## 剧情
故事是从一个古老、平静又繁荣的王国开始的。老国王驾崩后，因没有留下任何可以继承王位的子孙，王国陷入混乱。王国的战士和法师为权力进行了激烈的争夺。此时一个远古的邪恶的东西让人获得永生并获得财富，但最后会使人变成某种邪恶的生物。因此，王国中的死人不断获得重生。当王国岌岌可危之时，三位主角（窃贼、法师、剑士）都意外地发现了远古圣物，并且三位主角的灵魂被捆绑在一起。法师努力回忆，终于想起来这件圣物叫做Trine。三人（实际游戏中玩家只能操纵一人）经历了诸多困难，杀灭相当数量的骷髅后，在一个城堡中终于取得了解除捆绑的装置，并阻止了邪恶圣物对王国的破坏。大骷髅发现三人破坏了邪恶圣物时，怒不可遏，欲将三人杀死。千钧一发之际，剑士飞起一锤，将骷髅打死。王国恢复了繁荣和安宁。三位主角也得到了国王的赏赐。

## 武器与技能
注：以下的操作基于鼠标控制。
- 窃贼：以弓箭为武器。左键可以发普通弓箭或火箭，右键可以发出一条绳索，绳索可固定在木质物体上。但绳索的承受力有限，当人物被某些物体阻挡时，绳索会自动断掉。
- 法师：无武器。左键画出直线可以构造桥梁，画出正方形可构造立方体，画出三角形可构造浮动三棱锥。右键控制物体浮动。攻击时可以用变出的桥梁或立方体砸死敌人，也可以使用浮动的物体砸死敌人。
- 剑士：以剑盾配合和雷神之锤作为武器（只能同时使用一种）。左键攻击敌人，使用雷神之锤武器时按住左键可以释放威力巨大的电磁波，对整个屏幕的敌人造成一定伤害。右键可以用盾格挡敌人的刀攻击、箭攻击、火球和带刺铁球的伤害。也可以举起非带刺铁球物体攻击敌人。

## 物品和升级
升级方式采用特殊的形式，在场景中收集的绿色瓶子作为经验，它们通常位于较为隐蔽的地方。而每次经过检查点，都会复活游戏中死去的角色并为所有角色提供具上限值的回复。
此外，场景中有宝箱提供物品和装备，可以增强人物或者是技能/武器。

## 评价
这个游戏占用空间不高，但画面精致、绚丽，光影细节出色，让人有一种置身其中的感觉。操作顺畅，音乐扣人心弦，表现力较强。多人模式更大大加强了游戏的可玩性。但多人模式的自由换人会破坏游戏乐趣。另外升级系统也有待加强。

### 获奖
《三位一体》在metacritic上获得82分。
并获得Gamespot网站在2009年E³的“编辑之选——最值得下载游戏”奖。

## 續作
該款遊戲的續作《三位一体2》（Trine2）， 已於2011年12月8日在Steam上正式上市，售價14.99美元，且在各大游戏网站上获得超越前作的更高评价。
第二作DLC《三位一体2：哥布林的威胁》（Trine 2: Goblin Menace）已于2012年9月发行。
系列第三作《三位一体3：权力圣器》（Trine 3: The Artifacts of Power）已于2015年8月发行，该作首次采用可前后左右移动加上下跳跃的立体移动操作（前作和续作都是左右移动加上下跳跃），带来了更好的画面体验，但由于开发成本过大导致内容被阉割。
系列第四作《三位一体4：梦魇王子》（Trine 4: The Nightmare Prince）已于2019年10月发行。
第四作DLC《三位一体4：神秘旋律》（Trine 4: Melody of Mystery）已于2020年11月发行。
系列第五作《三位一体5：发条阴谋》（Trine 5: A Clockwork Conspiracy）于2023年8月发行。
以上开发者均为Frozenbyte。